# Ndosho
Ndosho est l'un des quartiers de la commune de Karisimbi, situé dans la ville de Goma, en République Démocratique du Congo. Il a été créé par l'ordonnance n°89-127 signée le 23 mai 1989 par le président du Zaïre, Mobutu Sese Seko, dans le cadre de la délimitation administrative de la ville de Goma.

## Situation géographique
Le quartier Ndosho est situé dans une zone stratégiquement importante de la commune de Karisimbi. Il est délimité par les frontières suivantes :
- Au nord : Le quartier est limité par le groupement de Mudja.
- Au sud : Il est délimité par la route Goma-Sake.
- À l'est : Il borde le quartier de Katoy.
- À l'ouest : Il est adjacent au quartier de Mugunga.

Le quartier a une température moyenne annuelle de 19,7°C, ce qui en fait une zone agréable en termes de climat.

## Sol et relief
Le sol de Ndosho est entièrement d'origine volcanique, ayant été formé par les éruptions du volcan Nyiragongo. Le quartier est situé à une altitude de 1550 mètres, avec une latitude de 1°41' sud et une longitude de 19°13' est. Le relief de la région est dominé par une plaine à l'est et une colline sablonneuse au centre du quartier, créant un paysage varié et caractéristique de cette zone volcanique.

## Climat
Le climat de Ndosho est de type océanique. Les températures sont fraîches le matin et le soir, mais la chaleur s'intensifie durant la journée. Cependant, cette chaleur est souvent adoucie par une brise de mer venant du lac Kivu, qui souffle vers le volcan Virunga, offrant ainsi une agréable sensation de fraîcheur.

## Aspect politico-administratif
Le quartier Ndosho est une entité administrative gérée par un chef de quartier, qui est assisté de deux adjoints (un masculin et un féminin), d'un secrétaire administratif et de deux recenseurs. Cette organisation permet une gestion effective et structurée des affaires locales, en assurant la communication et l'administration du quartier.

## Subdivision du quartier Ndosho
Le quartier Ndosho est subdivisé en 7 cellules, chacune comprenant plusieurs avenues. Où chaque cellule est dirigée par un chef de cellule et son adjoint. Les avenues sont administrées par un chef d'avenue titulaire et son adjoint, tandis que le Nyumba Kumi, ont un système de gestion de proximité, coordonne les activités au niveau des ménages.

## Liste des cellules et leurs avenues
1. Cellule Munanira (5 avenues):
  - Avenue du Cinq Chantier
  - Avenue Rulenga
  - Avenue Mutwanga
  - Avenue Garamba
  - Avenue Kito
2. Cellule des Écoles (4 avenues):
  - Avenue Mitumba
  - Avenue de la Carrière
  - Avenue Kako
  - Avenue de la Démocratie
3. Cellule Ndebo (5 avenues):
  - Avenue Luapula
  - Avenue Ubangi
  - Avenue Rengaa
  - Avenue Itimbiri
  - Avenue Kiwandja
4. Cellule CAJED (5 avenues):
  - Avenue Lulua
  - Avenue Ngungu
  - Avenue Orphelinat
  - Avenue Minova
  - Avenue Kalima
5. Cellule Salama (4 avenues):
  - Avenue Kabasha I
  - Avenue Kabasha II
  - Avenue Bugamba
  - Avenue Muhabura
6. Cellule Ndihira (5 avenues):
  - Avenue Rwasama
  - Avenue Ileo-Songo
  - Avenue Kalondji
  - Avenue Kasavubu
  - Avenue Kanyamuhanga
7. Cellule des Okapi (3 avenues):
  - Avenue Kisasu
  - Avenue Maendeleo
  - Avenue Lusuli[1].